# Джон Гейтінга
Джон Гейсберт Алан Гейтінга (нід. John Gijsbert Alan Heitinga, IPA:ˈdʒɔn ˈɦɛitɪŋɣɐ, або ʃɔni ɦɛitɪŋɣɐ; * 15 листопада 1983, Алфен-ан-ден-Рейн) — колишній нідерландський футболіст, захисник амстердамського «Аякса», мадридського «Атлетіко», «Евертона», «Фулгема», «Герти» та національної збірної Нідерландів.

## Досягнення

### Командні

#### «Аякс»
Ередивізі
- Переможець (2):  2001/02, 2003/04
- Друге місце (4): 2002/03, 2004/05, 2006/07, 2007/08

Кубок Нідерландів
- Переможець (3): 2001/02, 2005/06, 2006/07

Суперкубок Нідерландів
- Переможець (4): 2002, 2005, 2006, 2007
- Учасник : 2004

#### Нідерланди
- Срібний призер чемпіонату світу: 2010
- Бронзовий призер чемпіонату Європи: 2004

### Індивідуальні
- Молодий гравець року «Аяксу»: 2001
- Молодий гравець року Нідерландів: 2003/04
- Футболіст року в Нідерландах: 2008